# راینرتون (پنسیلوانیا)
راینرتون (به انگلیسی: Reinerton) یک منطقهٔ مسکونی در ایالات متحده آمریکا است که در شهرستان سچویلکیلل، پنسیلوانیا واقع شده‌است. راینرتون ۴۲۴ نفر جمعیت دارد.